# Liste der Bürgermeister Seouls

Siegel von Seoul

Die  Liste der Bürgermeister Seouls führt die Bürgermeister von Seoul seit 1946 auf. Viele der Bürgermeister wurden später Minister. Yun Bo-seon und Lee Myung-bak wurden später Präsidenten der Republik Korea.

## Ernannte Bürgermeister
01. Kim Hyongmin 28. September 1946 – 15. Dezember 1948
02. Yun Bo-seon 15. Dezember 1948 – 6. Juni 1949
3./4. Lee Kibung 6. Juni 1949 – 8. Mai 1951
5./6. Kim Taeson 27. Juni 1951 – 6. Juli 1956
07. Goh Chaebong 6. Juli 1956 – 14. Dezember 1957
08. Huh Jung 14. Dezember 1957 – 12. Juni 1959
09. Yim Hungsoon 12. Juni 1959 – 30. April 1960
10. Chang Kiyong 2. Mai 1960 – 30. Juni 1960
11. siehe unten
12. Yoon Taeil 21. Mai 1961 – 16. Dezember 1963
13. Yun Chi-yeong 17. Dezember 1963 – 30. März 1966
14. Kim Hyonok 31. März 1966 – 16. April 1970
15. Yang Taekshik 16. April 1970 – 2. September 1974
16. Kuh Chachun 2. September 1974 – 22. Dezember 1978
17. Chong Sangchon 22. Dezember 1978 – 2. September 1980
18. Park Yongsu 2. September 1980 – 28. April 1982
19. Kim Songbae 28. April 1982 – 15. Oktober 1983
20. Yom Pohyun 15. Oktober 1983 – 30. Dezember 1987
21. Kim Yongrae 30. Dezember 1987 – 5. Dezember 1988
22. Goh Kun 5. Dezember 1988 – 27. Dezember 1990
23. Park Seh-jik 27. Dezember 1990 – 19. Februar 1991
24. Lee Haewon 19. Februar 1991 – 26. Juni 1992
25. Lee Sangbae 26. Juni 1992 – 26. Februar 1993
26. Kim Sangchol 26. Februar 1993 – 4. März 1993
27. Lee Wonjong 8. März 1993 – 21. Oktober 1994
28. Woo Myunggyu 22. Oktober 1994 – 3. November 1994
29. Choi Pyongyol 3. November 1994 – 30. Juni 1995

## Gewählte Bürgermeister
11. Kim Sangdon 30. Dezember 1960 – 16. Mai 1961
30. Cho Soon 1. Juni 1995 – 10. September 1997
30. Kang Deokki 10. September 1997 – 30. Juni 1998 (Geschäftsführender Bürgermeister)
31. Goh Kun 1. Juli 1998 – 30. Juni 2002
32. Lee Myung-bak 1. Juli 2002 – 30. Juni 2006
33./34. Oh Se-hoon 1. Juli 2006 – 26. August 2011
35./36./37. Park Won-soon 27. Oktober 2011 – 9. Juli 2020
37. Seo Jung-hyup 10. Juli 2020 – 7. April 2021 (Geschäftsführender Bürgermeister)
38. Oh Se-hoon  8. April 2021 –